# 泊头站
泊头站，位于中华人民共和国河北省沧州市泊头市胜利东路，是京沪铁路上的一座火车站，建于1910年，由中国铁路北京局集团沧州车务段管辖。

## 車站周邊
- 中铁快运泊头站营业部
- 泊头汽车站
- 泊头同福宾馆
- 7天连锁酒店泊头火车站店
- 沧州仲裁委沧州办事处
- 正兴宾馆
- 东来顺宾馆
- 中国邮政储蓄银行车站邮政支局专柜
- 驿家365连锁酒店泊头店

## 歷史
- 宣统元年（公元1909年），津浦铁路穿越泊头，在159.1公里处设立了泊镇站。宣统三年（公元1911年）津浦铁路天津至泺口段通车，泊镇火车站建成。
- 1978年，开始兴建泊镇铁路新客站，1984年建成。根据《全国铁路车站等级核定办法》泊镇站被定为三等站。
- 1996年，泊镇站改名为泊头站并升级为二等站。
- 2000年，泊头站已成长成为客货兼办的二等站，有行车室、售票室、候车室、行李房、办公室、独身只身宿舍、站台2座、搭客地道1座、雨棚1座；地方厂家专用线股道2条，有到发线股道5条、正线2条，货物线股道5条、货物站台3座、仓库1座、危险品仓库1座。
- 2013年3月28日，沧州车务段重新成立，泊头站重新划归北京铁路局沧州车务段。
- 2014年7月19日首趟“京津冀货物快运”列车开通并发车，在泊头站停靠，实现京津冀地区的中短途零散货物“快运直达”，既接受企业办理也接受个人办理。
- 2016年3月14日，沧州车务段在官方新浪博客上发布《沧州车务段关于表彰2015年度先进个人、先进集体的决定》，泊头站行车甲班获得2015年度先进班组的荣誉称号。[2]

## 车站结构
泊头站站房位于铁路西侧，面向市区。站内有1座侧式站台和1座岛式站台，站台有柱雨棚长180米；正线位于车站中部，不靠站台，允许通过速度200km/h；共有5条侧线，其中3条可以办理客运业务。到发线有效长度1050米。
| 9道                | 京沪铁路列车          |
| 7道                | 京沪铁路列车          |
| 5道                | 京沪铁路 下行列车     |
| 二站台（岛式站台） |                       |
| 3道                | 京沪铁路 下行列车     |
| I道                | 京沪铁路 下行通过列车 |
| Ⅱ道                | 京沪铁路 上行通过列车 |
| 4道                | 京沪铁路 上行列车     |
| 一站台（侧式站台） |                       |
| 站房               | 售票处、候车室        |

## 外部連結
- 中国铁路客户服务中心 （页面存档备份，存于）